# Municipio de Truro (Dakota del Sur)
El municipio de Truro (en inglés: Truro Township) es un municipio ubicado en el condado de Aurora en el estado estadounidense de Dakota del Sur. En el año 2010 tenía una población de 79 habitantes y una densidad poblacional de 0,87 personas por km².

## Geografía
El municipio de Truro se encuentra ubicado en las coordenadas 43°32′30″N 98°29′53″O / 43.54167, -98.49806. Según la Oficina del Censo de los Estados Unidos, el municipio tiene una superficie total de 90.53 km², de la cual 90,53 km² corresponden a tierra firme y (0 %) 0 km² es agua.

## Demografía
Según el censo de 2010, había 79 personas residiendo en el municipio de Truro. La densidad de población era de 0,87 hab./km². De los 79 habitantes, el municipio de Truro estaba compuesto por el 97,47 % blancos, el 2,53 % eran asiáticos. Del total de la población el 0 % eran hispanos o latinos de cualquier raza.